# Jean Nouvel
Jean Nouvel (Fumel, 12 agosto 1945) è un architetto e designer francese.

## Biografia

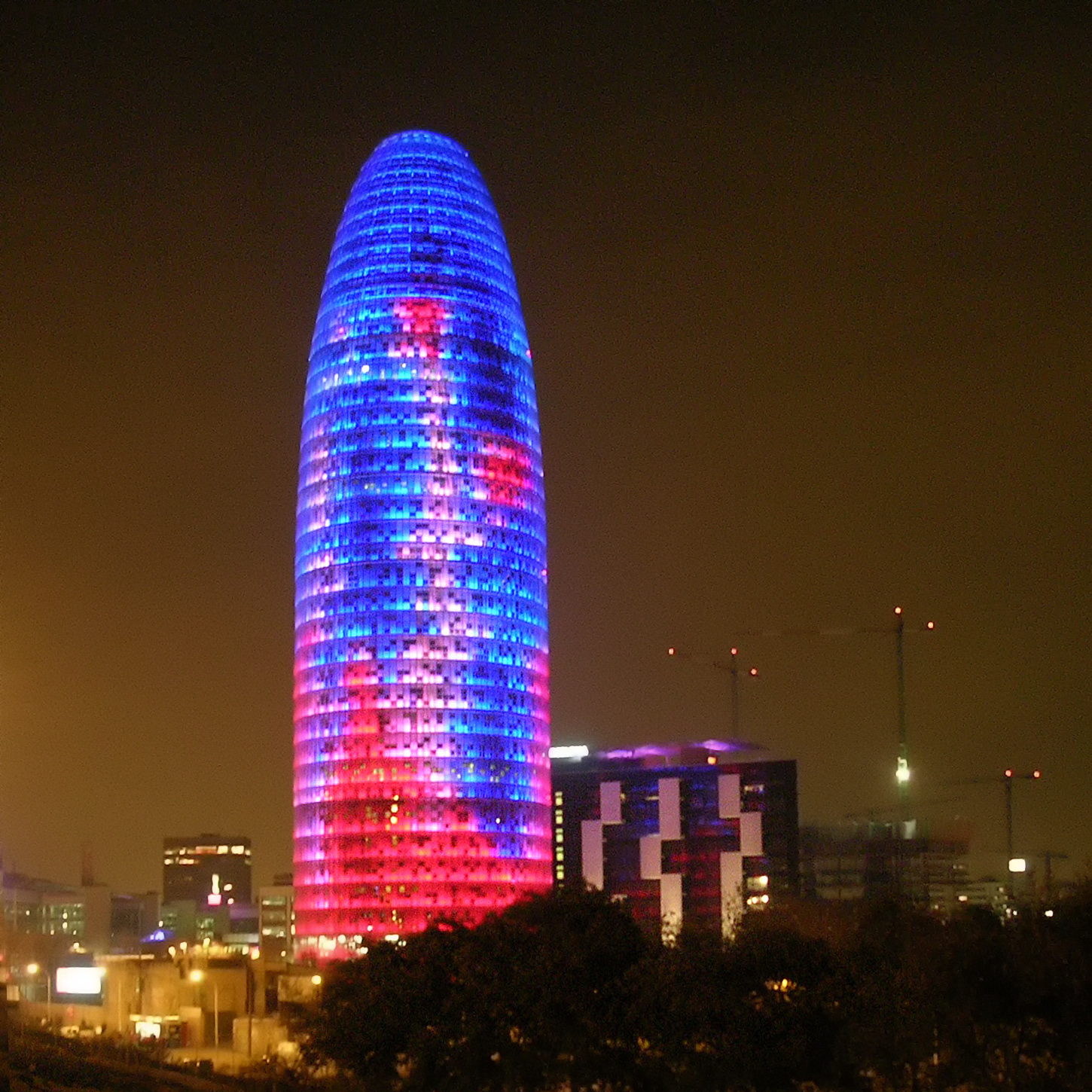
Torre Agbar, Barcellona

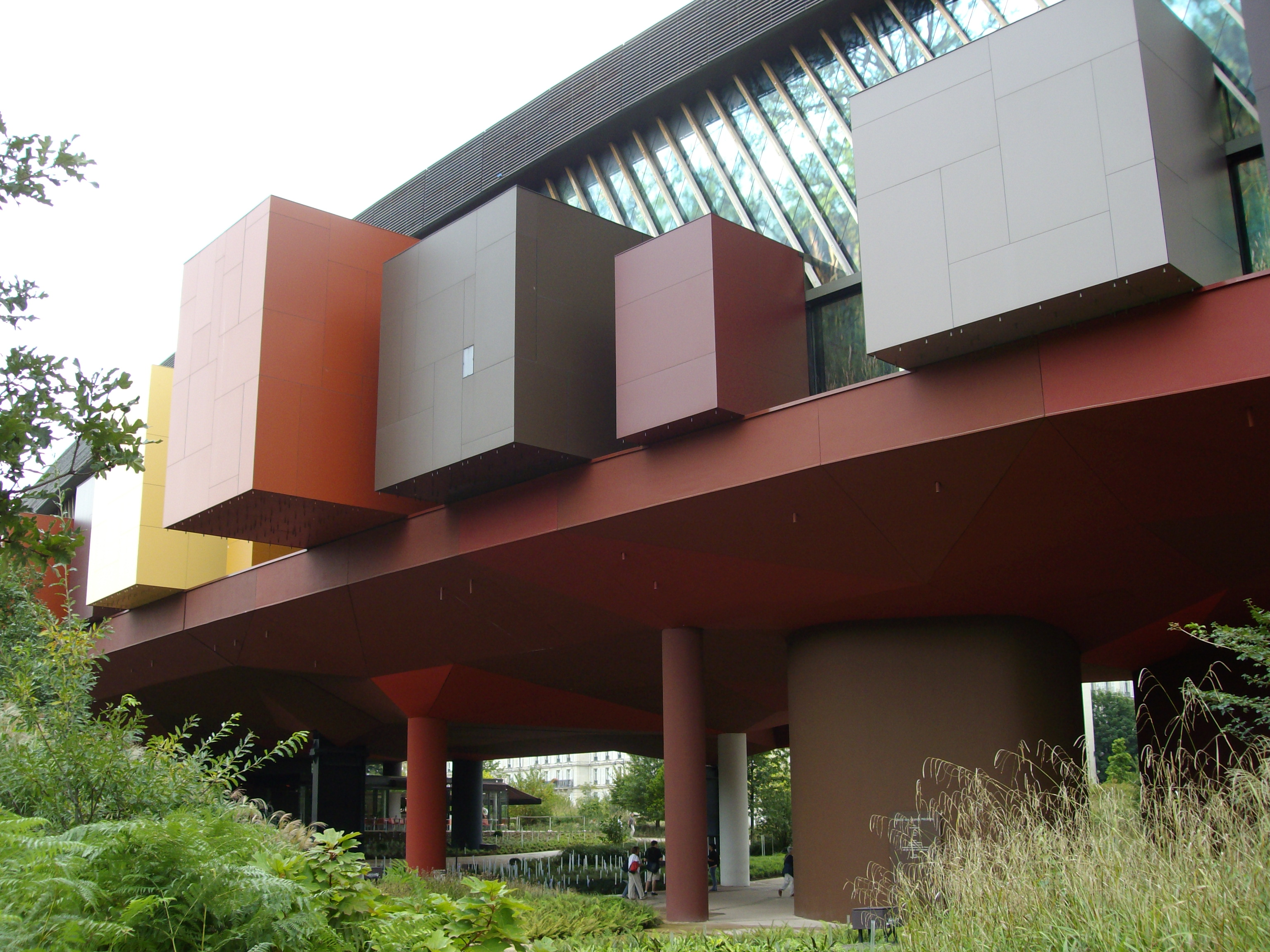
Il Musée du quai Branly a Parigi

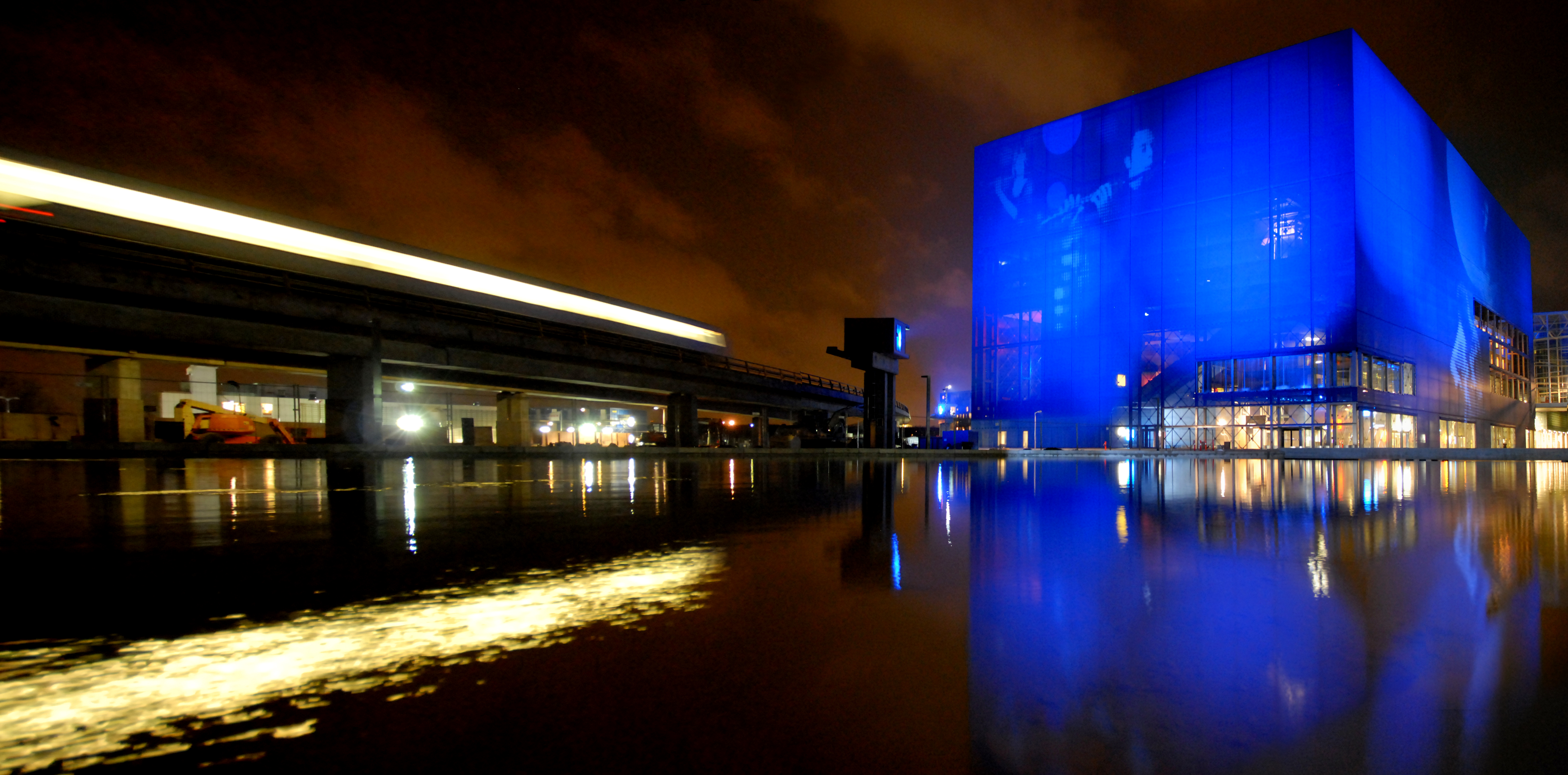
Copenhagen Concert Hall

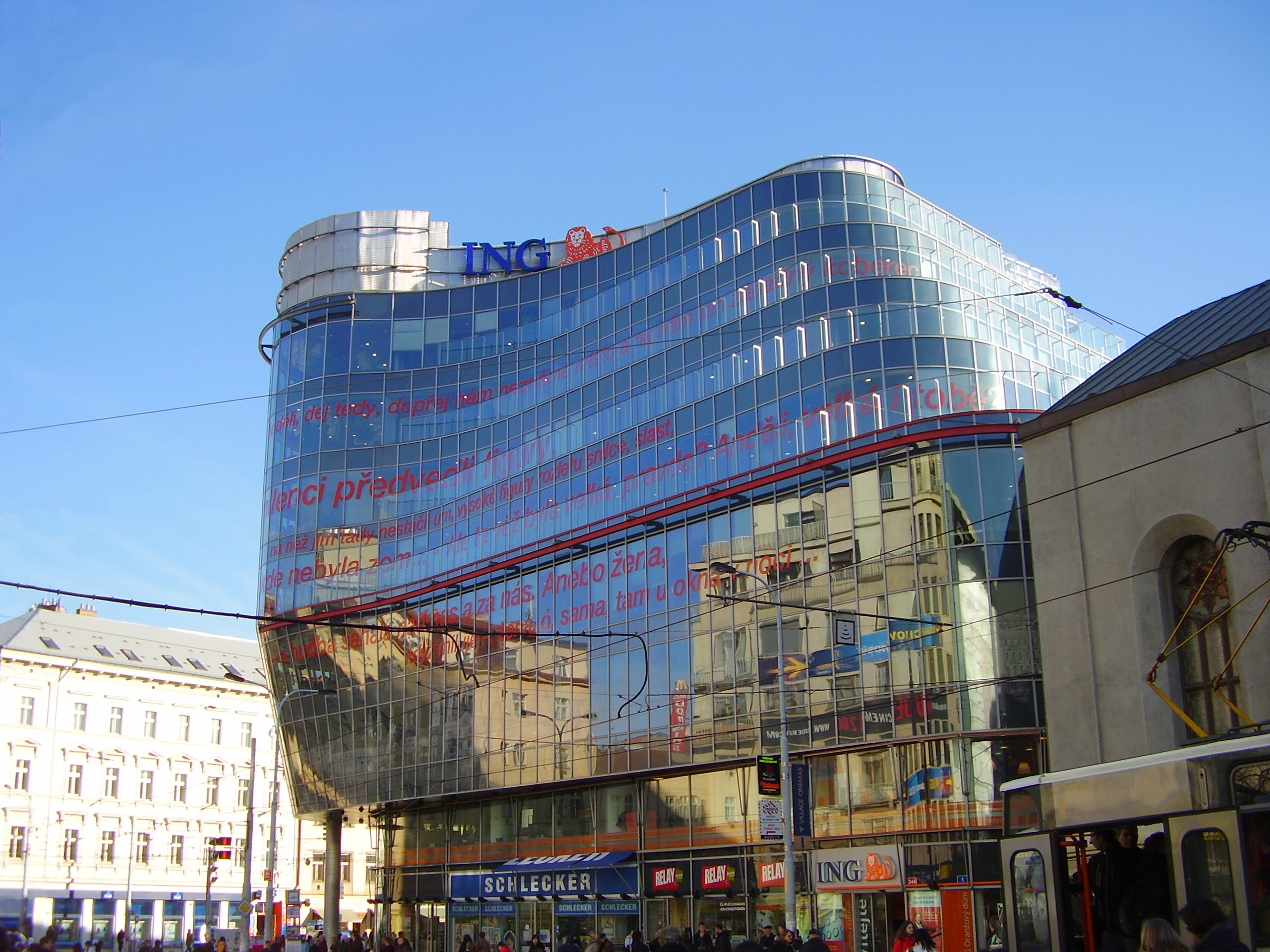
Zlatý Building a Praga

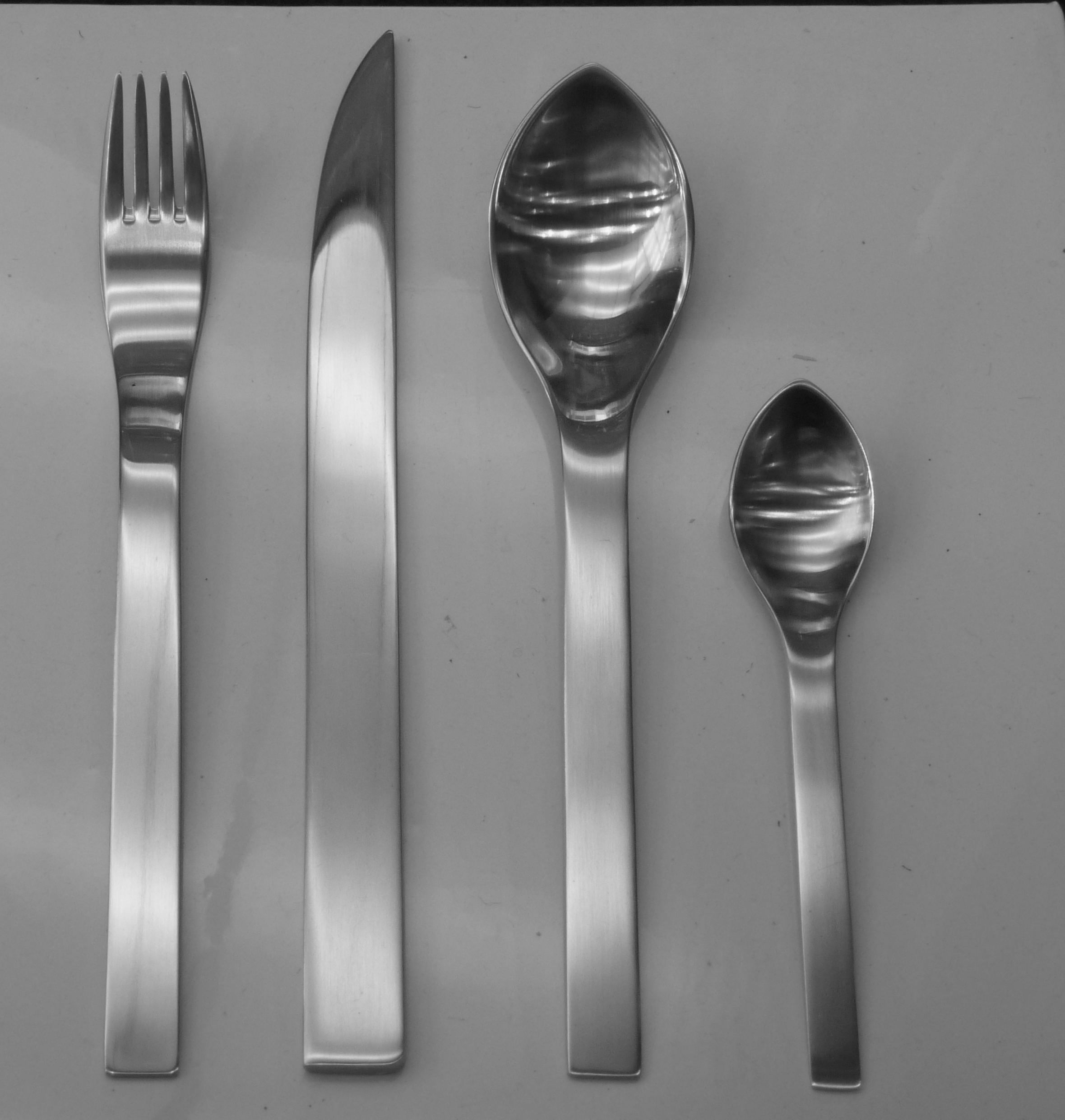
Set di posate disegnate da Jean Nouvel per il brand George Jensen

I suoi genitori Roger e Renée erano insegnanti.
Si iscrive nel 1964 all'École des Beaux-Arts di Bordeaux al corso di Architettura. Nel 1966, fu ammesso come primo alla Scuola superiore di Belle Arti di Parigi (ENSBA) dove si laurea nel 1972.
Dopo aver lavorato da Claude Parent, il padre della «funzione obliqua», e nel movimento intellettuale dell'architetto Paul Virilio, fonda nel 1970 la sua prima agenzia con François Seigneur.
Nel 1971 riceve il diploma d'architetto DPLG e grazie all'incontro col critico Georges Boudaille, diviene architetto della Biennale di Parigi. Pratica allora la scenografia per la sezione di architettura e design dell'esposizione Les Années 50 al Centre Pompidou nel 1988, e più di recente quella della mostra Le Futur du travail e La Mobilité per l'Expo 2000 ad Hannover. Nel 1976, incontra lo scenografo Jacques le Marquet che gli fa scoprire il mondo del teatro e la messa in scena.
Jean Nouvel ha sempre preso posizioni di militanza, a volte polemiche riguardo ai problemi e decisioni sull'architettura e la città. Nel 1976 è cofondatore del movimento degli architetti francesi Marzo 1976. L'anno dopo è cofondatore del Sindicato dell'Architettura e uno dei principali organizzatori della consultazione internazionale per la riqualificazione del quartier des Halles di Parigi.
Fonda nel 1980 la Biennale d'architettura all'interno della Biennale di Parigi.
Nouvel ha vinto numerosi premi di architettura e design, ed ha ricevuto varie distinzioni per il suo lavoro. Nel 1980 gli venne concessa la medaglia d'argento della Académie d'Architecture. Nel 1983 fu nominato dottore honoris causa dalla Universita di Buenos Aires. Nel 1987 ha ricevuto il "Grand Prix d'Architecture" alla totalità della sua opera e l'"Equerre d'Argent" per le sue creazioni di mobili minimalisti. La sua opera è stata esposta in diversi musei internazionali come il Museo Nacional Centro de Arte Reina Sofía di Madrid, il Museo di Arte Moderna Exposeum o il centro di arte e cultura Centre Pompidou di Parigi.
Nel 2000 ha ricevuto il Leone d'oro della Biennale di Venezia. Nel 2001 gli è stata assegnata la Royal Gold Medal. Nel 2008 è stato insignito del Premio Pritzker.
Nel 2010 secondo il magazine D'architectures lo studio di Jean Nouvel è secondo in Francia (dopo quello di Renzo Piano) per fatturato con 39.465.000 euro guadagnati.
Nel marzo del 2012 viene ufficializzato che sarà Nouvel a realizzare il progetto della sede della Fondazione Fendi, voluta da Alda Fendi, tra i Fori Imperiali e il Circo Massimo, nel cuore di Roma.
Nel giugno 2020, insieme ad altri architetti, chef, premi Nobel per l'economia e leader di organizzazioni internazionali, ha firmato l'appello per un'economia viola («Per un rinascimento culturale dell'economia») pubblicato sul Corriere della Sera, El País e Le Monde.

## Concetti chiave della sua architettura
L’architettura di Jean Nouvel viene definita “Nouvelle Architecture” dal critico Marco Casamonti, in quanto va a distanziarsi dalle tradizionali categorie temporali per unire assieme il passato, il presente e il futuro in un unico agire contemporaneo. Contemporaneità che nell'ottica del progettista non risulta essere uno stile bensì l’opportunità di sfruttare ogni progetto per rappresentare l’essenza di un preciso momento storico e culturale. Casamonti sottolinea quali siano i concetti chiave dell'architettura di Nouvel:
- Centralità del contesto, per cui ogni opera di Nouvel emerge da un’interpretazione del luogo, di cui ne coglie lo spirito e lo rielabora in una narrazione personale;
- Uso attivo della storia, che non viene solo rievocata bensì è un terreno da cui cogliere opportunità per trarre spunti creativi per nuovi progetti;
- Modernità, intesa sempre come un atteggiamento dinamico che attraversa diverse epoche e non è circoscritto agli usi (architettonici in questo caso) del periodo;
- Emozioni, in quanto l'obiettivo del progettista è anche quello di tentare di suscitare un'emozione in chi guarda una sua opera;
- Integrazione con la natura, dato che le sue architetture spesso dialogano con il mondo vegetale attraverso muri giardino, oltre che tramite vegetazione, che si modificano nel tempo e mostrano come il tempo scorra anche per le architetture e la loro immagine.[6]

## Evoluzione dell’uso del calcestruzzo nelle sue opere

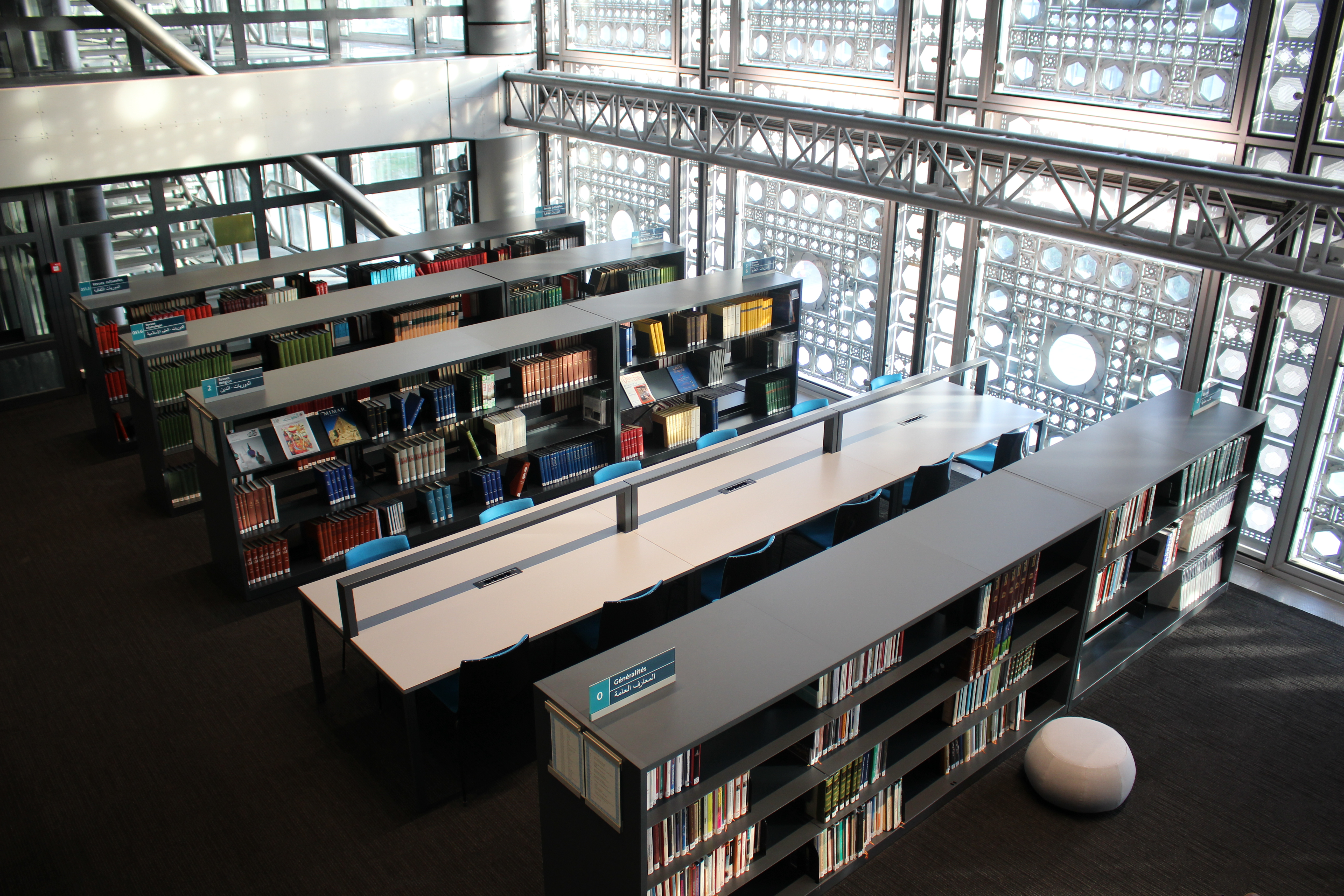

### Istituto del Mondo Arabo

#### L'idea architettonica
Una delle prime opere nella carriera di Jean Nouvel è l’Istituto del mondo arabo (in francese "Institute du Monde Arabe"), realizzata a Parigi tra il 1981 e il 1987. Riguardo l’opera, l’architetto sostiene come essa nasca dalla volontà di unire assieme la tradizione orientale del mondo arabo con quella occidentale. Tuttavia lui rifiuta ogni soluzione che sia semplice e preconfezionata per adottare soluzioni innovative. In tal senso lo stesso Nouvel confessa di aver in parte sorpreso la committenza che avrebbe preferito uno stile più tradizionale nello stile della Moschea di Parigi. Tuttavia non vengono a mancare elementi simbolici della cultura araba, come i musciarabia (in francese "moucharabiehs"). L’unione tra le due culture viene rimarcato in particolare da un aspetto: il lato sud dell’edificio è prettamente destinato alla cultura orientale grazie ai diaframmi motorizzati che richiamano gli elementi sopra detti della cultura araba, mentre il lato nord è espressione della cultura occidentale con anche immagini di Parigi impresse sul vetro.

#### La struttura
Focalizzando l’attenzione sulla struttura dell’edificio, per l’occasione Jean Nouvel ha realizzato un design e un tipo di costruzione adatto a catturare gli spazi e la luce. In tal senso lui ha scelto di realizzare strutture in calcestruzzo e facciate vetrate per scandire i vari piani dell’edificio. Sono stati inoltre disposti telai in acciaio in modo da regolare e sfruttare i giochi di luce che il progettista crea con i moucharabiehs disposti sulle vetrate di facciata, i quali, grazie a piccoli motori elettrici collegati a sensori di luce, determinano la quantità di luce che deve entrare all’interno. Inoltre, sempre assieme a questi elementi di facciata, ha cercato di ricreare spazi interni con caratteri tipicamente arabi. Oltre a ciò, sono state utilizzate delle finiture in alluminio su componenti strutturali che, assieme ai telai personalizzati e a un uso studiato dei materiali, hanno permesso di creare una superficie traslucida di un’opera che va a massimizzare lo spazio oltre che la forma. In accordo con questi intenti, utilizza i pilastri in cemento armato in armonia con il design dello spazio che prevede stanze che si espandono e si restringono in un modo simile, sempre nell’ottica del richiamo al mondo orientale, delle moschee. Quindi in questa prima fase, Jean Nouvel utilizza il calcestruzzo in modo piuttosto ordinario. Ovviamente non ci si riferisce alla forma e alla gestione degli spazi che risultano essere innovativi per l’epoca ma piuttosto ci si rivolge al fatto che utilizza il cemento armato per realizzare la struttura portante che poi accoglie anche elementi secondari in acciaio e in vetro. Questo uso del calcestruzzo muterà nelle opere successive, in quanto verrà utilizzato in maniera anche più circoscritta, poggiando su strutture portanti in altro materiale. 

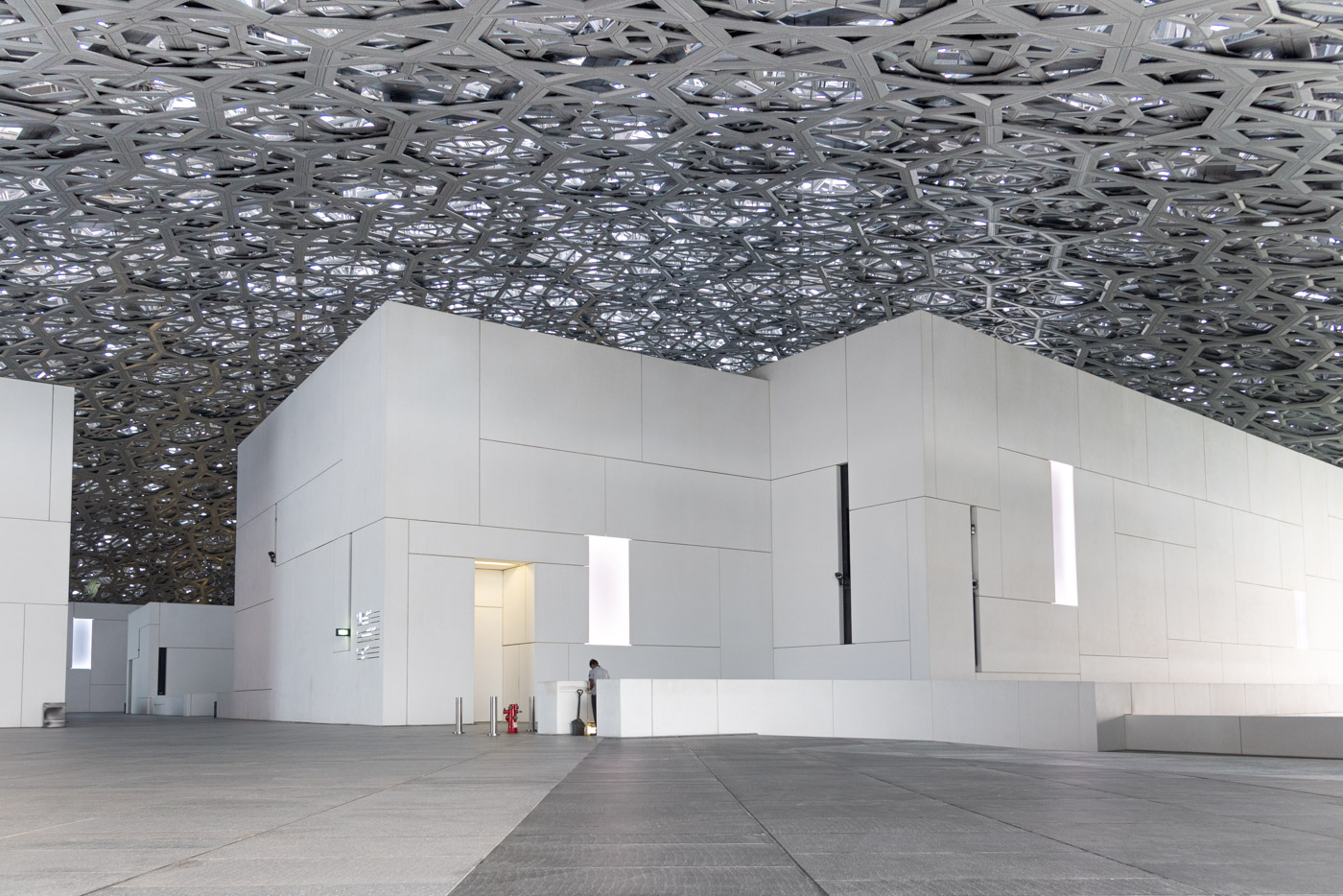

### Louvre di Abu Dhabi

#### L'idea architettonica
Altra importante opera della sua carriera è il Louvre Abu Dhabi, la cui idea sorge nel 2007 per poi essere stato inaugurato nel 2017. L’idea alla base di questo progetto era ricreare un quartiere della Medina, tramite la riproposizione di 55 edifici bianchi, ricoperto da una grande cupola, simbolo della cultura araba. Anche questa volta emerge l’intenzione dell’architetto di andare a giocare con la luce, anche se in maniera molto diversa rispetto a quanto accaduto nell’Institute du Monde Arabe: infatti in questo caso Nouvel voleva ricreare un’atmosfera suggestiva tramite l’effetto di una pioggia di luce all’interno del museo, garantito tramite la particolare modellazione della superficie della cupola. Questo effetto non garantiva solo una particolare scenografia bensì aveva riflessi anche dal punto di vista del microclima all’interno del museo in quanto garantisce l’ingresso di luce ed aria che, rispettivamente, riscaldano l’ambiente d’inverno e lo raffrescano d’estate.

#### La struttura
In questo caso la struttura non risulta essere esclusivamente una struttura in cemento armato, in quanto vi è un forte utilizzo dell’acciaio, specie per quanto riguarda il sistema di copertura a cupola. Perciò in quest'occasione Nouvel si è dedicato a realizzare una struttura mista in acciaio e calcestruzzo. Nello specifico l’enorme cupola presenta una struttura “reticolare” in acciaio: ancor più nel dettaglio essa risulta costituita da otto strati diversi di cui quattro esterni in acciaio inossidabile e quattro interni in alluminio che, sovrapposti, creano il motivo a stelle che caratterizzano la cupola. Oltretutto a separare e a sorreggere i vari strati è presente un telaio in acciaio. La cupola appare come fluttuante ma in realtà viene sorretta in quattro punti da pilastri in cemento armato che vanno a nascondersi tra gli edifici che riproducono la Medina. Il cemento armato viene poi anche utilizzato anche per la realizzazione delle fondazioni della struttura. Tuttavia viene sfruttato anche in modo diverso il calcestruzzo: infatti gli edifici del museo-Medina sono realizzati con pannelli di calcestruzzo ad alte prestazioni (UHPC), anche se poi le facciate vengono rivestite in alluminio per uniformare le colorazioni a quella della cupola. Si tratta quindi di un uso del calcestruzzo, e in particolare di un tipo specifico di calcestruzzo, che non viene utilizzato comunemente: nel caso specifico lui si è rivolto a questa tipologia di cemento sia per necessità meccaniche sia per ovviare a problemi di durabilità che certamente sorgono nel momento in cui ci si trova in un clima desertico come quello arabo.

### Museo Nazionale del Qatar

#### L'architettura
Un terzo rilevante esempio della carriera di Jean Nouvel è il Museo nazionale del Qatar, realizzato a Doha tra il 2010 e il 2019. Il progetto nasce dalla volontà del progettista di adattarsi al contesto, tant’è che realizza una struttura che richiama la rosa del deserto. Inoltre le sue forme e le sue dimensioni vanno a richiamare la gigantesca estensione del deserto che si stanzia in terra araba. L’edificio si estende per 350 metri con una serie di grandi dischi curvi, circa 540 di 30 dimensioni diverse, disposti secondo diverse inclinazioni attraverso cui si vengono a definire le aperture, la distribuzione esterna e soprattutto interna degli spazi, che risulta essere molto variegata in quanto i soffitti inclinati assieme alle pareti inclinate creano tutti ambienti differenti tra di loro ma ugualmente accoglienti. I dischi, inoltre, non hanno carattere puramente estetico: infatti ve ne sono molti che si tagliano tra loro per definire gli spazi e poi ce ne sono altri verticali che hanno ruoli strutturali e che servono a trasmettere i carichi della struttura alla fondazione, in particolare quelli trasmessi dai dischi orizzontali tramite gli appoggi. Inoltre l’orientamento dei dischi va a garantire un’efficienza energetica dell’edificio in quanto, a prescindere dalla direzione dei raggi solari, sono sempre in grado di creare notevoli zone d’ombra per mantenere gli spazi interni freschi. Ciò risulta essere quindi un vantaggio in quanto si evita di climatizzare eccessivamente questi ambienti.

#### La struttura
Per la realizzazione della struttura si è deciso di utilizzare esclusivamente materiali di provenienza e produzione locale per realizzare questo edificio che di fatto ha una struttura mista tra acciaio e calcestruzzo. Nello specifico i dischi vengono realizzati in acciaio strutturale: in particolare presentano una struttura radiale in acciaio su cui poi vengono fissati i pannelli di calcestruzzo prefabbricati di colore rosato, sabbia, simile a quella del deserto. Nello specifico, per realizzare queste forme molto curve e pendenti, utilizza un calcestruzzo rinforzato con fibre di vetro (UHPFRC, calcestruzzo ad altissime prestazioni). Questi pannelli hanno uno spessore che aumenta nelle parti più periferiche per consentire il posizionamento dell’ancoraggio di fissaggio tramite piastra in acciaio e bulloni alla struttura in acciaio, garantendo la resistenza al taglio del punto di fissaggio. Oltretutto, tra i vari pannelli di cemento vengono disposti giunti di dilatazione per evitare fessurazioni da dilatazioni termiche. La scelta di questo materiale, e di queste soluzioni costruttive, è risultato necessario ai fini di garantire ai pannelli un comportamento duttile oltre che durevole, in quanto si tratta di un materiale poco poroso e molto resistente. La struttura poi si completa con vetri i cui montanti sono incastonati negli spazi liberi tra i dischi in modo da far sembrare quelle vetrate come senza cornice dall’esterno. A conclusione si è notato come l’utilizzo che fa Jean Nouvel del calcestruzzo non rimane statico nel tempo. Questo concorda con il suo credo architettonico, specie in quello di adattarsi alle situazioni, cercando soluzioni e forme che si accostino nel miglior modo possibile all’interno del contesto in cui sorgono.

## Riconoscimenti
- 1983 Medaglia d'argento dell'Académie d'architecture.
- 1983 Dottore honoris causa dell'università di Buenos Aires.
- 1987 Grand prix national de l'architecture, Premio Aga Khan e vincitore del premio de l'équerre d'argent per l'Institut du monde arabe.
- 1990 Prix architectural record per l'hotel Saint-James.
- 1993 Honorary fellow, AIA Chicago (American Institute of Architects).
- 1995 Honorary fellow, RIBA (Royal Institute of British Architects).
- 1999 Medaglia d'oro dell'Académie d'architecture française.
- 2000 Leone d'oro alla Biennale di Venezia.
- 2001 Royal Gold Medal del Royal Institute of British Architects
- 2001 Premio Internazionale di architettura "Francesco Borromini".
- 2008 Premio Pritzker di architettura.

## Progetti

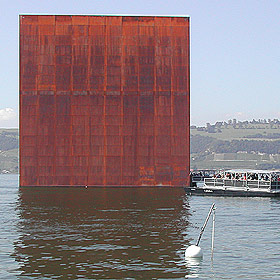
Monolito dell'Expo 2002 a Murten, in Svizzera

- 1976: Centro medico-chirurgico di Val-Notre-Dame a Bezons
- 1978: Scuola Anna Franck a Antony
- 1981-1987: Istituto del mondo arabo a Parigi
- 1983: Teatro municipale a Belfort
- 1985-1987: Nemausus 1 (114 alloggi) a Nîmes
- 1986-1993: Restauro dell'Opéra national de Lyon a Lione
- 1987-1989: Hotel Saint-James a Bouliac
- 1990: Centro congressi a Tours
- 1991-1995: Galerie Lafayette a Berlino
- 1994: Fondation Cartier a Parigi
- 1995: Centro commerciale di Euralille a Lilla (Rem Koolhaas è l'architetto-urbanista della concezione dell'insieme del progetto urbano)
- 1998-2002: Arteplage Morat a Friburgo
- 1999-2002: Dentsu Building a Tokyo
- 1999-2001: Gasometer A a Vienna
- 1999-2001: Kölnturm a Colonia
- 1999: Centro culturale e congressuale di Lucerna
- 1999-2000: Golden Angel a Praga
- 2000: Palazzo di Giustizia a Nantes
- 2001: Ampliamento del Museo regina Sofia a Madrid
- 2001-2003: Torre Glòries a Barcellona
- 2002: Restauro della Chiesa Sainte-Marie di Sarlat (Francia) riconvertita in centro culturale
- 2002: Monolito dell'Expo 2002 a Murten
- 2003: Kilometro Rosso, parco scientifico-tecnologico a Bergamo
- 2003: Sito-museo gallo romano di Vesunna a Périgeux
- 2003-2009: Copenhagen Concert Hall a Copenaghen
- 2005-2011: Théâtre de l'Archipel a Perpignan[16]
- 2005-2012: Burj Qatar a Doha
- 2006: Musée du quai Branly (Museo delle Arti primitive) a Parigi, con Patrick Blanc
- 2006: Impianto di risalita del Baluardo di Colle di Val d'Elsa
- 2006: Teatro Guthrie a Minneapolis
- 2008: Les Bains des Docks Aquatic Complex, Le Havre
- 2008: Stazioni e soluzioni architettoniche per il Minimetrò, il nuovo impianto di mobilità alternativa di Perugia (il primo del genere in Italia)
- 2008: Padiglione B della Fiera di Genova a Genova
- 2008: Nuove Linee di Montaggio per la Ferrari
- 2008-2015: Philharmonie de Paris a Parigi
- 2009: Museo di arte moderna a Baku
- 2009: Tavolo Grand Ecart per Pallucco
- 2009: Complesso residenziale a Salerno
- 2009-2017: Louvre Abu Dhabi ad Abu Dhabi
- 2010: 100 Eleventh Avenue a New York
- 2011: Riqualificazione ex cinema Excelsior per l'apertura del flagship store Coin Excelsior Milano
- 2013: Maniglia Chelsea per Olivari
- 2015: 53W53 a New York
- 2017: Louvre Abu Dhabi
- 2018: Tour La Marseillaise a Marsiglia
- 2018: Palazzo "Rhinoceros", Fondazione Alda Fendi
- 2019: Museo nazionale del Qatar a Doha

### Progetti in corso
- Nel 2005 Jean Nouvel (associato a Fumihiko Maki) e Norman Foster) è stato coinvolto nel progetto di ricostruzione di Ground Zero a New York.[17]
- Progetto per la costruzione di un centro direzionale/commerciale per il pastificio Antonio Amato a Salerno[18].
- Riqualificazione del centro urbano di Colle di Val d'Elsa e della Piazza Arnolfo di Cambio in collaborazione e con compiti di coordinamento, con altri artisti (Daniel Buren, Bertrand Lavier; Alessandra Tesi e Lewis Baltz)[19].

## Scritti
- Jean Baudrillard, Jean Nouvel, Architettura e nulla. Oggetti singolari, Mondadori Electa, 2003, ISBN 978-8837020460

## Sitografia
- Institute du Monde Arabe, su jeannouvel.com.
- Institute du Monde Arabe, su moreaedesign.wordpress.com.
- Institute du Monde Arabe, su detail.de.
- Louvre Abu Dhabi, su mapei.com.
- Louvre Abu Dhabi, su ipcm.it.
- National Museum of Qatar, su architizer.com.
- National Museum of Qatar, su designcommunication.net.
- National Museum of Qatar, su en.wikiarquitectura.com.